# Ahmetbaba, Vezirköprü
Ahmetbaba là một xã thuộc huyện Vezirköprü, tỉnh Samsun, Thổ Nhĩ Kỳ. Dân số thời điểm năm 2010 là 623 người.